# Corrado Miglietta
Corrado Miglietta (Siracusa, 21 giugno 1972) è un ex pallamanista italiano.

## Carriera

### Giocatore

#### Club
Debutta in Serie A1 nel 1990 a diciotto anni con la squadra della sua città l'Ortigia Siracusa. Con i siciliani raggiungerà ben tre semifinali scudetto e due finali (in entrambi i casi con il Principe Trieste). Nelle stagioni 1995-96 e 1996-97 vince la Coppa Italia sempre con l'Ortigia. Di ruolo Terzino, Miglietta è stato uno dei giocatori italiani più talentuosi mai avuti di questo ruolo. Nella stagione 2000-2001 viene ceduto all'AlPi Prato per permettere al club siciliano di far cassa vista la crisi societaria che lo vide coinvolto. Nella stagione 2005-2006 passa a titolo definitivo al Bologna dove concluderà la sua carriera nel 2008

#### Nazionale
Miglietta fa il suo esordio in Nazionale 1992 all'età di vent'anni. Dopo essersi fatto tutta la trafila giovanile, da titolare vince nel 1997 la medaglia d’argento ai Giochi del Mediterraneo (giocati a Bari), partecipa all’Europeo del 1998 ed ottiene un 11º posto ai Mondiali del 1997 miglior risultato mai raggiunto dalla selezione azzurra..

## Palmarès

### Giocatore

#### Club
- Coppa Italia (pallamano maschile): 2

Ortigia Siracusa: 1995-1996
Ortigia Siracusa: 1996-1997

#### Nazionale
- Giochi del Mediterraneo

Bari 1997: 